# Lygus rubroclarus
Lygus rubroclarus är en insektsart som beskrevs av Knight 1917. Lygus rubroclarus ingår i släktet Lygus och familjen ängsskinnbaggar. Inga underarter finns listade i Catalogue of Life.